# 山田錦の身代金
『山田錦の身代金』（やまだにしきのみのしろきん）は、2020年に発表された山本モロミの推理小説。

## あらすじ
兵庫県播磨市の特級田「天津風」は、ここで採れる酒米から、一本百万円の純米大吟醸天狼星が300本造られることから、通称三億円の田んぼと呼ばれる。その片隅に毒が撒かれ、稲の一部が枯れる犯罪が発生。持ち主の烏丸酒造に「残りの田んぼに毒を撒かれたくなければ、現金500万円用意しろ」との脅迫状が届く。
犯人からの要求が続くうち、単なる金銭の要求でないことが徐々に明らかになっていく。脅迫犯の狙いがわからず右往左往する捜査陣。だが、捜査に加わっている葛城玲子は、独自の目的もあって、多少距離をおいて俯瞰していた。
また第一発見者として事件に巻き込まれた、酒と食のジャーナリスト山田葉子は、半年前に事故で亡くなった杜氏が、実は密室で殺されていたことを知る。
身代金要求事件と密室殺人事件の捜査が並行で進む中、関係者全員に鉄壁のアリバイがあることも明らかになった。
一方、葛城玲子は、山田葉子から日本酒について学ぶうち、徐々に酒造りに興味を抱くようになる。
死んだ杜氏に代わって着任した腕利き新杜氏の怪しい言動。酒蔵に出入りする酒屋たちの様々な思惑。複雑に人間関係が絡み合う中、酒蔵では新たな仕込みのシーズンが始まっていた。しかし、脅迫犯の思いもよらない要求が、酒蔵を大きく揺さぶる。関係者たちが動揺する中、烏丸酒造の知られざる歴史が明らかになり、犯人の真の狙いが浮かび上がってくる。

## 登場人物
山田葉子
酒と食のジャーナリスト。鳥取県境港市出身。週刊経済誌に、日本酒の記事を連載中。毒で枯れた稲穂の第一発見者になったばかりに、脅迫事件と殺人事件に巻き込まれる。田んぼと稲穂と日本酒が大好きで、美味しい食事にも目がない。
葛城玲子
播磨署の警視。理学部化学科出身で化学反応や分子式にも詳しい。中央から出向して脅迫事件の捜査に加わるが、真の目的は不明。日本酒は大嫌いで田んぼにも興味はなかったが、山田葉子と関わるうちにやや打ち解けてくる。
矢沢タミ子
東京の居酒屋の老女将。八十近い高齢だが現役で、50人分の料理を一人で作る。洞察力に優れ、頭の回転が速い。密室トリックを暴き、アリバイを崩し、脅迫犯に迫っていく。
矢沢トオル
タミ子の一人息子。二人で居酒屋を切り回している。ホール担当。タミ子に欠けている電子・電気系の知識が豊富で、そこを補って二人で推理を進める。
烏丸秀造
「天狼星」醸造元烏丸酒造蔵元。一子相伝で伝えられる酒造技術を用いて、世界一高価な純米大吟醸酒を造っている。だが、その原料米が採れる田んぼを人質に取られ、身代金を要求されてしまう。
桜井博志
「獺祭」醸造元旭酒造会長。山田錦の田んぼを巡ってドライブ中、中毒者の運転する軽トラックに、追突されたことから、事件にかかわることになる。
勝木道男
播磨署捜査一課課長。地元、播磨市の兼業農家。田んぼ脅迫事件の捜査責任者だが、階級が上の葛城玲子が、捜査に関わるのを面白く思っていない。

## 書誌情報
|                       | 出版社                         | 発行年月      | ISBN              |
| --------------------- | ------------------------------ | ------------- | ----------------- |
| 山田錦の身代金        | 幻冬舎メディアコンサルティング | 2020年10月1日 | 978-4-344-92910-4 |
| 山田錦の身代金 文庫版 | 幻冬舎メディアコンサルティング | 2021年10月7日 | 978-4-344-43137-9 |